# Bennedict Mathurin
Bennedict Richard Felder Mathurin (Montréal, 19 giugno 2002) è un cestista canadese di origini haitiane, professionista nella NBA con gli Indiana Pacers.
È stato selezionato come sesta scelta assoluta al Draft NBA 2022.

## Inizi
Mathurin nasce a Montreal, nel Quebec. Cresce giocando a hockey su ghiaccio e a football come quarterback. Nel 2018, Mathurin si unisce alla NBA Academy Latin America di Mexico City, diventando il primo canadese a fare ciò.

## College
Considerato il miglior prospetto canadese della classe 2020, Mathurin accetta la borsa di studio di Arizona, rifiutando l'offerta di Baylor.
Impiegato principalmente dalla panchina, chiude la stagione da freshman con 10,8 punti, 4,8 rimbalzi e 1,2 assist di media a partita, tirando con il 47,1% dal campo e il 41,8% da tre. Nonostante un crescente interesse come prospetto NBA, però, Mathurin sceglie di ritornare ad Arizona per la sua stagione da sophomore.
Mathurin disputa una stagione di alto livello, chiusa con 17,3 punti, 5,7 rimbalzi e 2,5 assist di media a partita. Le sue prestazioni gli valgono l'inclusione nel primo quintetto della Pac-12 ed il premio di Pac-12 Player of the Year. Mathurin diventa così il nono giocatore di Arizona a vincere il premio, ed il primo dal 2018, quando ci riuscì Deandre Ayton.

## NBA
Indiana Pacers (2022-oggi)
È stato selezionato con la sesta scelta assoluta dagli Indiana Pacers nel Draft NBA 2022. È il primo giocatore di Montréal a essere stato selezionato alla lotteria del Draft. Insieme alla settima scelta assoluta, Shaedon Sharpe, è l'unico canadese selezionato al primo turno. Mathurin è stata la scelta più alta degli Indiana Pacers da quando la franchigia ha selezionato Rik Smits al secondo posto assoluto nel Draft NBA 1988.
Il 25 giugno 2022, durante un'intervista post draft, ha parlato di LeBron James, affermando: "Voglio vedere quanto è grande. Non credo che nessuno sia migliore di me. Dovrà dimostrarmi che è migliore di me" Il 3 luglio 2022 Mathurin ha firmato il suo contratto da rookie con i Pacers.

## Nazionale
Ha giocato con la nazionale under-19 canadese ai mondiali 2021 in Lituania, dove ha aiutato la squadra a conquistare la medaglia di bronzo.

## Statistiche

### NCAA
| Anno      | Squadra          | PG | PT | MP   | TC%  | 3P%  | TL%  | RP  | AP  | PRP | SP  | PP   |
| --------- | ---------------- | -- | -- | ---- | ---- | ---- | ---- | --- | --- | --- | --- | ---- |
| 2020-2021 | Arizona Wildcats | 26 | 12 | 25,0 | 47,1 | 41,8 | 84,6 | 4,8 | 1,2 | 0,7 | 0,1 | 10,8 |
| 2021-2022 | Arizona Wildcats | 37 | 37 | 32,5 | 45,0 | 36,9 | 76,4 | 5,6 | 2,5 | 1,0 | 0,3 | 17,7 |
| Carriera  | Carriera         | 63 | 49 | 29,4 | 45,6 | 38,3 | 78,9 | 5,3 | 2,0 | 0,9 | 0,2 | 14,8 |

#### Massimi in carriera
- Massimo di punti: 31 vs Oregon (14 gennaio 2021)[11]
- Massimo di rimbalzi: 13 vs Washington (27 febbraio 2021)
- Massimo di assist: 7 vs California-Los Angeles (12 marzo 2022)
- Massimo di palle rubate: 5 vs Northern Colorado (15 dicembre 2021)
- Massimo di stoppate: 2 vs Colorado-Boulder (26 febbraio 2022)
- Massimo di minuti giocati: 41 (2 volte)

### NBA

#### Regular Season
| Anno      | Squadra        | PG  | PT | MP   | TC%  | 3P%  | TL%  | RP  | AP  | PRP | SP  | PP   |
| --------- | -------------- | --- | -- | ---- | ---- | ---- | ---- | --- | --- | --- | --- | ---- |
| 2022-2023 | Indiana Pacers | 78  | 17 | 28,5 | 43,4 | 32,3 | 82,8 | 4,1 | 1,5 | 0,6 | 0,2 | 16,7 |
| 2023-2024 | Indiana Pacers | 59  | 19 | 26,1 | 44,6 | 37,4 | 82,1 | 4,0 | 2,0 | 0,6 | 0,2 | 14,5 |
| 2024-2025 | Indiana Pacers | 72  | 49 | 29,8 | 45,8 | 34,0 | 83,1 | 5,3 | 1,9 | 0,7 | 0,3 | 16,1 |
| Carriera  | Carriera       | 209 | 85 | 28,3 | 44,6 | 34,2 | 82,8 | 4,5 | 1,8 | 0,6 | 0,2 | 15,9 |

#### Playoffs
| Anno     | Squadra        | PG | PT | MP   | TC%  | 3P%  | TL%  | RP  | AP  | PRP | SP  | PP   |
| -------- | -------------- | -- | -- | ---- | ---- | ---- | ---- | --- | --- | --- | --- | ---- |
| 2025     | Indiana Pacers | 22 | 0  | 17,5 | 45,9 | 30,0 | 86,4 | 3,3 | 0,9 | 0,4 | 0,3 | 11,0 |
| Carriera | Carriera       | 22 | 0  | 17,5 | 45,9 | 30,0 | 86,4 | 3,3 | 0,9 | 0,4 | 0,3 | 11,0 |

#### Massimi in carriera
- Massimo di punti: 32 vs Brooklyn Nets (29 ottobre 2022)[12]
- Massimo di rimbalzi: 9 (2 volte)
- Massimo di assist: 6 vs New York Knicks (9 aprile 2023)
- Massimo di palle rubate: 2 (10 volte)
- Massimo di stoppate: 2 vs Cleveland Cavaliers (2 aprile 2023)
- Massimo di minuti giocati: 41 vs Milwaukee Bucks (29 marzo 2023)

## Palmarès

### Squadra

#### NCAA
- Pac-12 Regular Season Title (2022)
- Pac-12 Tournament (2022)

### Nazionale
- FIBA Under-19 World Cup (2021)

### Individuale

#### NCAA
- Pac-12 All-Freshman Team (2021)
- Pac-12 Player of the Year (2022)
- All-Pac-12 First Team (2022)

#### NBA
- NBA All-Rookie First Team (2023)